# Chika Anadu
Chika Anadu, née en novembre 1980, est une réalisatrice, scénariste, actrice et productrice nigériane.

## Biographie
Chika Anadu est née en novembre 1980 à Lagos, au Nigeria, dans une famille d’origine igbo. À l'âge de 16 ans, elle déménage en Angleterre pour poursuivre ses études. C'est là qu'elle obtient son premier diplôme en droit et en criminologie, puis une maîtrise en développement humain et durable en Afrique. En 2006, Anadu retourne au Nigéria en 2006 pour compléter son Youth Service, un programme de travail gouvernemental obligatoire pour les citoyens nigérians ayant un diplôme universitaire. Durant son séjour, elle visionne le film italien Cinema Paradiso qui la décide à opter pour une carrière de réalisatrice,,,.
Elle retourne au Nigeria en 2008 et a commence à travailler dans la production télévisuelle et cinématographique. Insatisfaite de son expérience et de ce qui lui est proposé, elle commence à écrire et à tourner ses propres courts métrages en 2009. Son premier court métrage, Epilogue en 2009, est présenté au San Diego Black Film Festival 2010 aux États-Unis.
En 2010, son deuxième court métrage, Ava, est projeté au Festival de court métrage de Cannes en 2010.
En 2010, la New York Film Academy vient pour la première fois au Nigeria, proposant des ateliers d'un mois sur la réalisation, le jeu d'acteur, l'écriture de scénarios et le tournage. Ceci lui permet de travailler à l'écriture de scénario et d’ébaucher ce qui va devenir le scénario de son premier long métrage. Elle postule également au programme de résidence de la Cinéfondation à Paris, utilisant dans sa proposition son ébauche de scénario de 14 pages (2013). Elle est retenue pour l’une des six places de résidence artistique et déménage à Paris pour y participer. Elle y finalise le scénario de B for Boy (en) pendant son séjour de deux semaines et demie.
B for Boy raconte l'histoire d'une femme qui souhaite désespérément avoir un enfant de sexe masculin, sous la pression de sa belle-famille. Pour son auteure, deux thèmes principaux sont explorés dans ce film. Le premier est la coexistence difficile de la culture moderne et traditionnelle au Nigeria. Une femme est encouragée à obtenir une bonne éducation, un bon emploi, mais elle doit se conformer, se marier et avoir des enfants - dont au moins un doit être un garçon. Le deuxième thème est que cette discrimination est perpétuée aussi par les femmes. Les victimes deviennent les agresseurs, pour ainsi dire,.
Elle produit le film avec la société indépendante qu’elle crée à cet effet, No Blondes Production. Le tournage dure 17 jours, les personnages s’expriment en langue igbo. Elle est à la fois réalisatrice, scénariste, productrice, directrice de casting, repéreuse, comptable et avocate. Le film est  financé à 70 % du coût par sa famille et par la famille de son partenaire de production, Arie Esiri, pour les 30 % restants.
B for Boy est présenté en première internationale au Festival du film de Londres en octobre 2013,,, où il fait, selon le quotidien anglais The Guardian, « forte impression », et où il est, selon l'hebdomadaire britannique The Observer, salué par la présidente du jury pour « son élégance visuelle et émotionnelle », sans pour autant figurer au palmarès. Il est également  présenté à l'AFI Fest 2013 où il remporte le  Breakthrough Award, ainsi qu’au Festival international du film de Seattle 2014. Cette réalisation de Chika Anadu obtient aussi le prix 2014 de l'Africa Movie Academy Awards (AMAA) du meilleur film en langue africaine. La première sud-africaine du film, en salle, a lieu à Durban le 19 juillet 2014. Ce film est aussi diffusé en streaming par Netflix,, ce qui est assez rare pour une production africaine. Par l'impact de ce film et par la création d'une entité de production indépendante des sociétés de production de Nollywood, elle s'impose comme une « étoile montante » du cinéma africain.
Elle intervient également comme scénariste (avec d'autres) sur le film Shine Your Eyes (en), réalisé par Matias Mariani et présenté à la Berlinale 2020 dans la section Panorama, puis sur le film I Do Not Come to You by Chance réalisé par Ishaya Bako et présenté en 2023 en première internationale au Festival international du film de Toronto, adaptation cinématographique d'un roman éponyme d'Adaobi Tricia Nwaubani,.

## Principaux films
| Année | Film                           | Rôle                                                            |
| ----- | ------------------------------ | --------------------------------------------------------------- |
| 2009  | Epilogue                       | (court métrage) Scénariste et réalisatrice                      |
| 2010  | Ava                            | (court métrage) Scénariste, actrice et réalisatrice             |
| 2013  | B for Boy                      | (long métrage) Productrice, scénariste, actrice et réalisatrice |
| 2020  | Shine Your Eyes                | (long métrage) Une des scénaristes                              |
| 2023  | I Do Not Come to You by Chance | (long métrage) Une des scénaristes                              |